# دنیل مونیوز
دنیل مونیوز (انگلیسی: Daniel Muñoz؛ زادهٔ ۲۴ مهٔ ۱۹۹۶) بازیکن فوتبال اهل کلمبیا است.
از باشگاه‌هایی که در آن بازی کرده‌است می‌توان به باشگاه فوتبال خنک اشاره کرد.
وی همچنین در تیم ملی فوتبال کلمبیا بازی کرده‌است.